# Kolej Yesterday
Kolej Yesterday je čtvrté studiové album Michala Prokopa a skupiny Framus 5, považované za jedno z nejzásadnějších českých rockových alb 80. let. Bylo vydáno v roce 1984 nakladatelstvím Panton.
Na úspěchu se kromě písní podíleli také Ladislav Kantor z C&K Vocalu, jenž dopomohl k vybudování nového složení kapely Framus 5 a muzikanti Jan Hrubý s Petrem Pokorným ze skupiny Etc..., která tehdy nemohla vystupovat pro Mišíkův zákaz koncertování.
Z několika skladeb alba se staly dodnes živé hity, např. „Bitva o Karlův most“ nebo titulní „Kolej Yesterday“, kde se objevuje přímá citace písně Yesterday od Beatles.

## Skladby
1. Předehra 1984 (Jan Hrubý) 0:50
2. Hospoda na věčnosti (Jan Hrubý / Pavel Šrut) 3:00
3. Stará píseň (Petr Skoumal / Pavel Šrut) 4:34
4. Blues pro poštovní doručovatelku (Michal Prokop / Pavel Šrut) 3:30
5. Tramvaj (Michal Prokop / Michal Bláha) 3:45
6. Odjezd (Petr Skoumal / Josef Kainar) 4:50
7. Blues milenců z kina Svět (Michal Prokop / Jiří Žáček) 3:20
8. Bitva o Karlův most (Jan Hrubý / Pavel Šrut) 4:10
9. Kolej Yesterday (Petr Skoumal / Pavel Šrut) 4:10
10. V baru jménem „Krásný ztráty“ (Michal Prokop / Pavel Šrut) 4:10
11. Blues o spolykaných slovech (Michal Prokop / Jiří Žáček) 4:55

## Obsazení

### Framus 5
- Michal Prokop – zpěv, foukací harmonika
- Jan Hrubý – housle, sbor, akustická kytara
- Jan Kolář – hoboj, syntezátory
- Lubor Šonka – syntezátory, akordeon
- Michal Bláha – baskytara
- Michal Vrbovec – bicí

### Hosté
- C&K Vocal (5, 6, 8, 10, 11)
- Jiří Stivín – altsaxofon (3), tenorsaxofon (11)
- Petr Skoumal – klavír, akordeon (10), syntezátor (9)
- Petr Pokorný – elektrická kytara (3, 6, 8, 10), akustická kytara (8, 11)
- Jaroslav Nejezchleba – violoncello (4, 11)
- Pavel Skála – elektrická kytara (9)
- Jan Spálený – tuba (11)
- Václav Kalhaus – bastrombón (11)
- Josef Šimek – baskřídlovka (11)

## Reedice
- Album vyšlo v reedici v roce 1997 v Bontonu.
- Další reedici vydal v roce 2008 Supraphon v rámci kompletu 6 CD Pořád to platí 1968 - 1989.
- U příležitosti 30. výročí vzniku alba vyšla v září 2014 „jubilejní edice“ s bonusovým DVD Kolej Yesterday Live.